# هوبستن
بلدة هوبستن (بالألمانية: Hopsten) وتكنى أيضا بقرية التودن هي قرية في إقليم وستفاليا، وهي المقر الإداري للبلدية المسماة باسمها والتي تشمل أيضا قريتي شاله وهالفيرده اللتان دمجتا في البلدية عام 1975 بالإضافة إلى عدد من المناطق السكنية الريفية الصغيرة الإخرى في قضاء شتاينفورت. ساهم موقعها على الطرف الشمالي الأقصى من إقليم بلاد تكلنبورغ التابعة لولاية شمال الراين - وستفاليا دائما في التأثير على تطورها.

## معرض صور

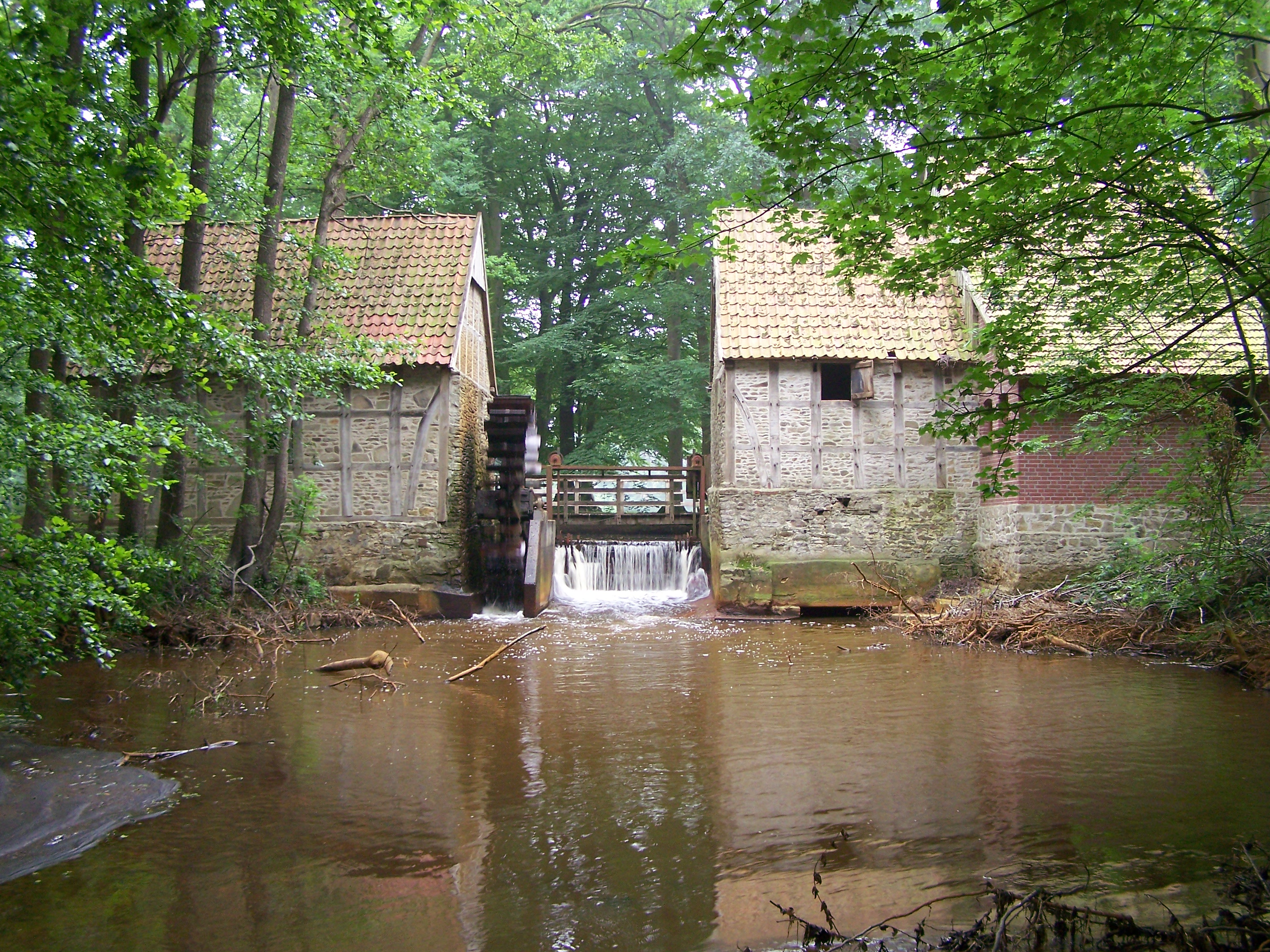
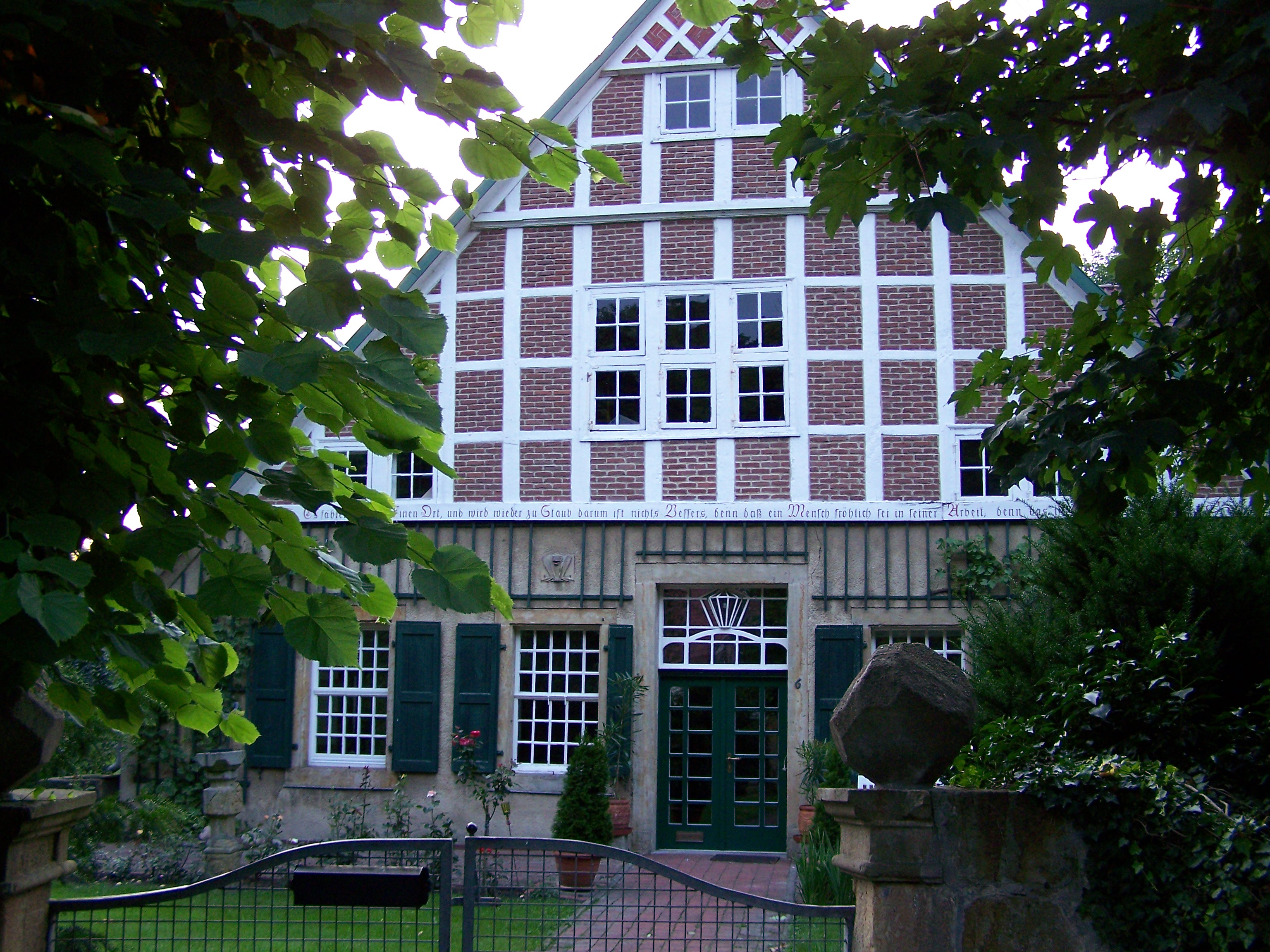
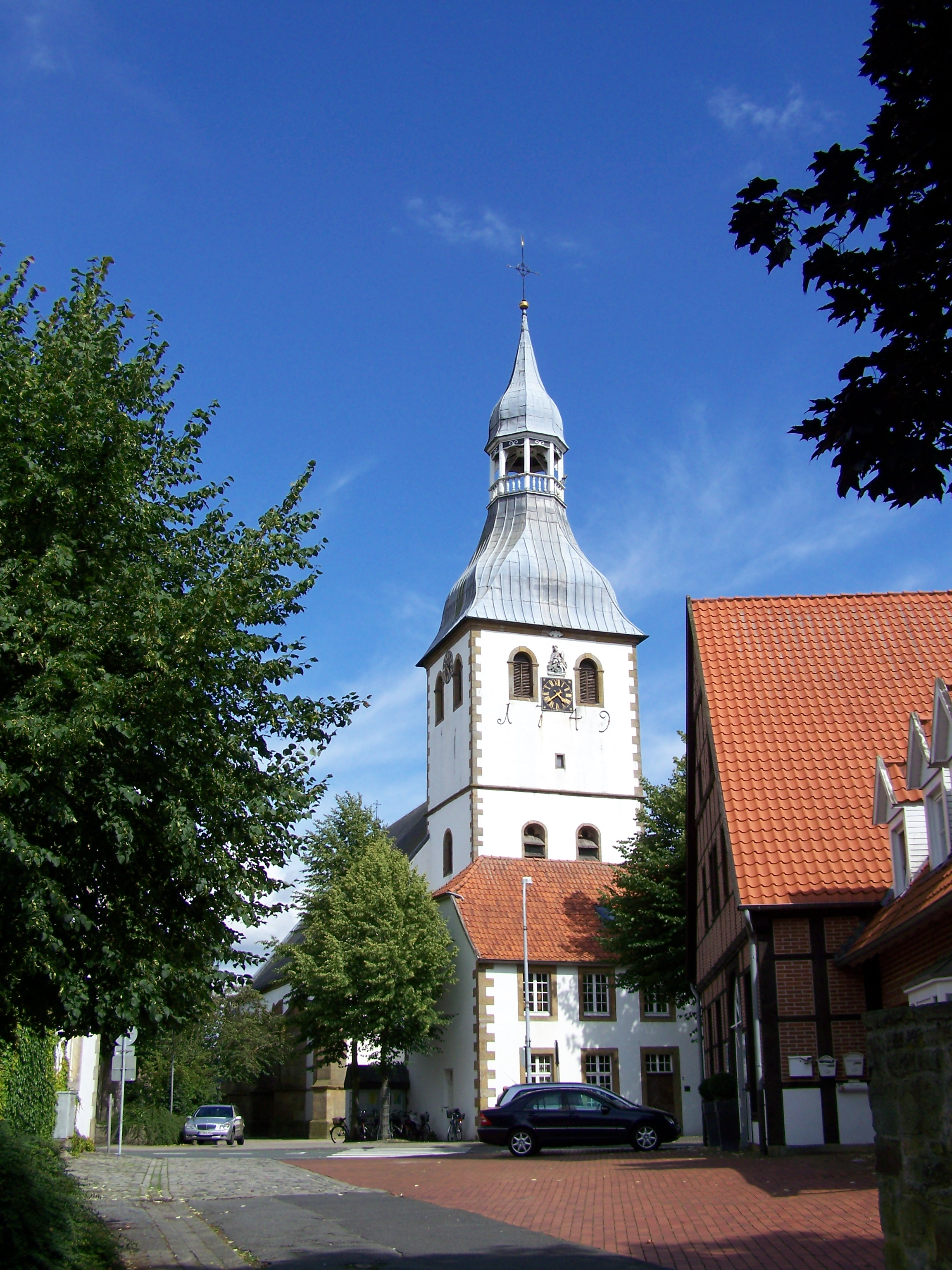
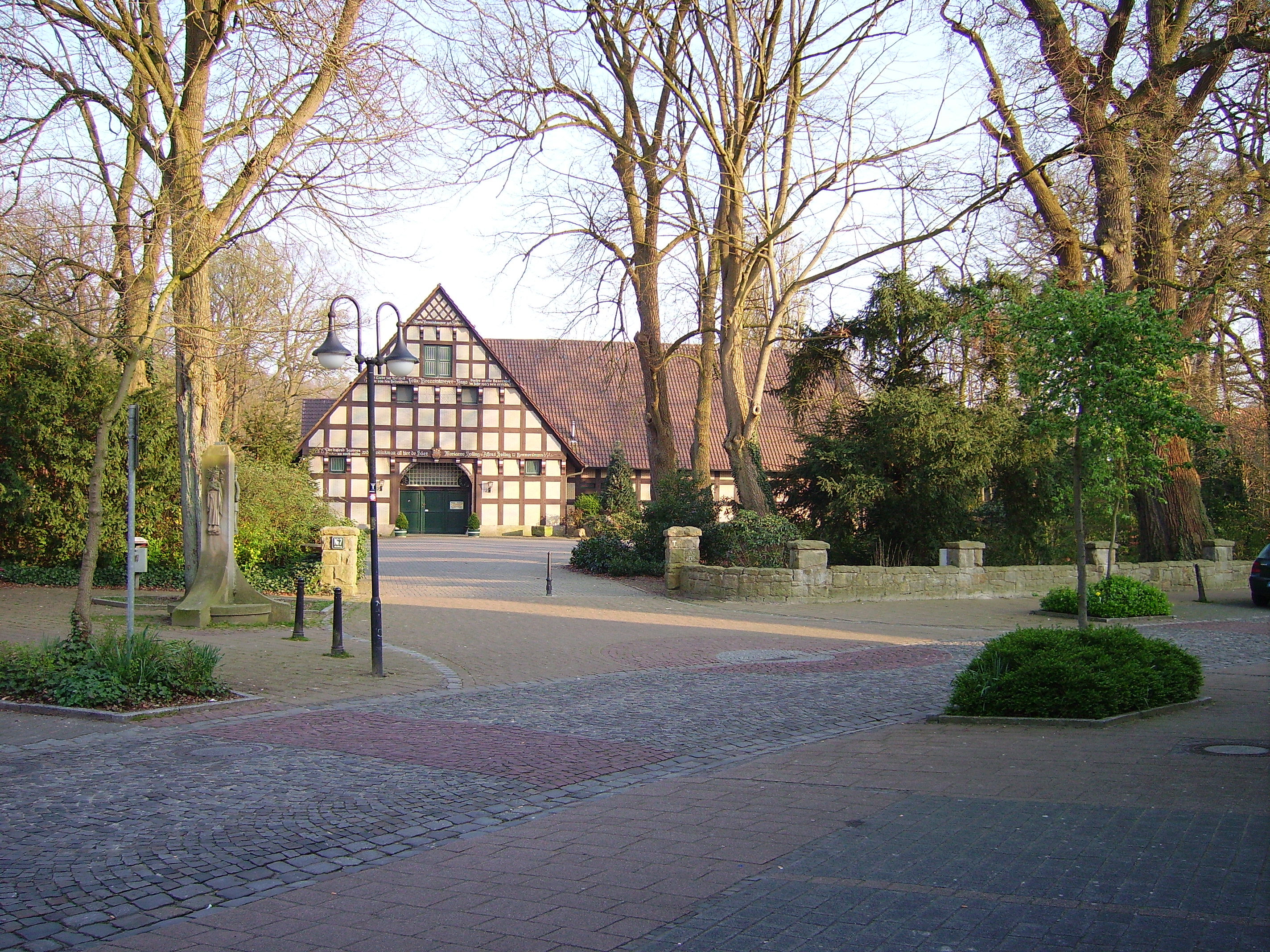